# گروه وی‌ام‌اف

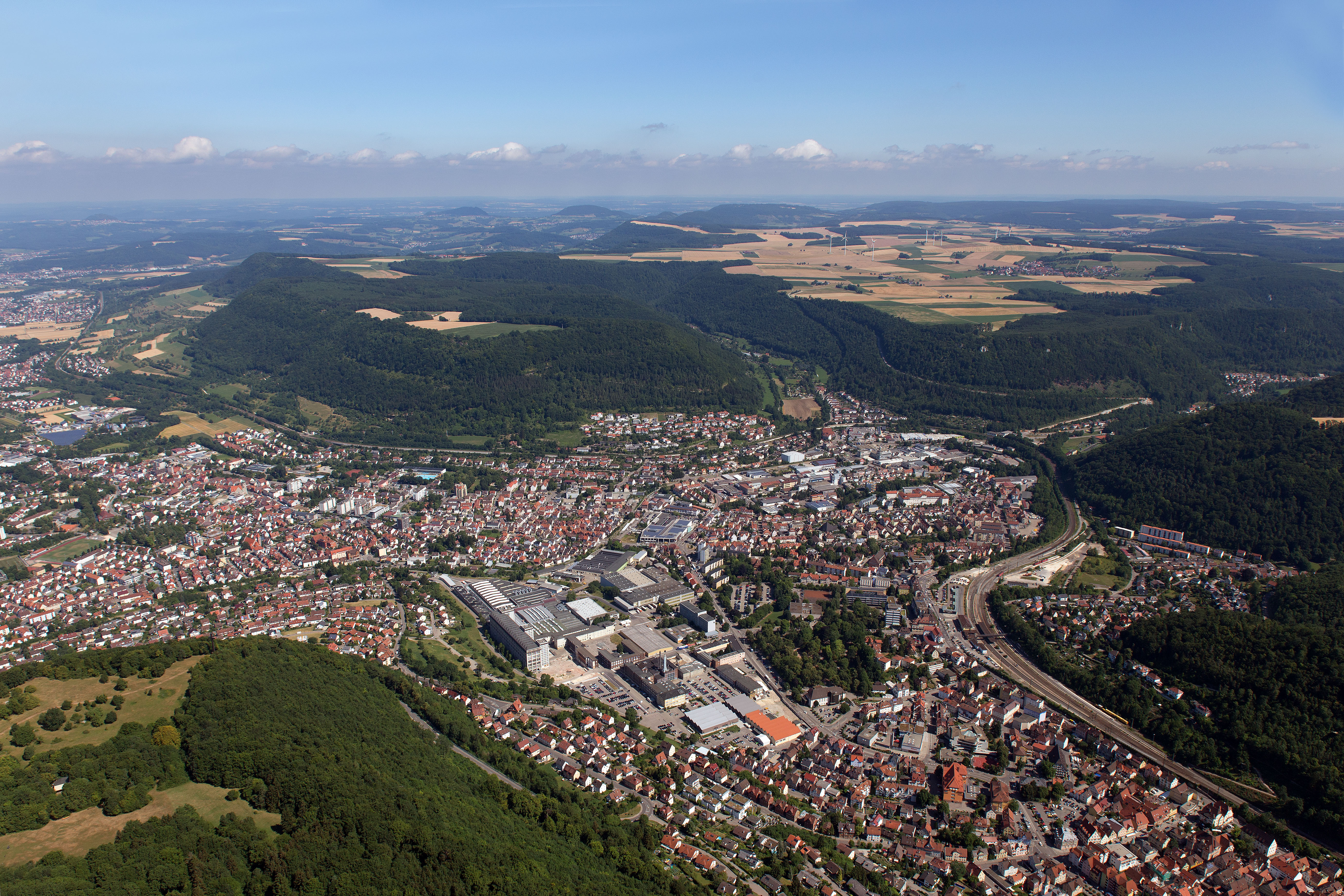
عکس هوایی وی‌ام‌اف (۲۰۱۵ میلادی)

گروه وی‌ام‌اف (به آلمانی: WMF Group) (که قبلاً با نام «کارخانهٔ محصولات فلزی وورتمبرگ» شناخته می‌شد) یک تولید کنندهٔ ظروف غذاخوری آلمانی است که در سال ۱۸۵۳ میلادی در گایزلینگن آن در اشتایگه تأسیس شد.

## تاریخچه
وی‌ام‌اف در ابتدا کارخانهٔ محصولات فلزی اشتراوب و شوایتزر نام داشت و به عنوان یک کارگاه تعمیر فلزات افتتاح شد. از طریق ادغام و اکتساب، تا سال ۱۹۰۰ میلادی آن‌ها بزرگ‌ترین تولیدکننده و صادرکننده فلزات خانگی در جهان بودند، عمدتاً به سبک یوگنداشتیل یا آر نُوو، که در استودیوی هنری وی‌ام‌اف زیر نظر آلبرت مایر، مجسمه‌ساز و طراح، که از ۱۸۸۴ تا ۱۹۱۴ میلادی مدیر بود، طراحی شده بودند.
وی‌ام‌اف از ۱ ژوئیه ۲۰۱۲ میلادی تحت نام وی‌ام‌اف (شرکت با مسئولیت محدود) فعالیت می‌کند – و دیگر مانند قبل تحت عنوان گروه وی‌ام‌اف (شرکت با مسئولیت محدود) نیست. از سال ۲۰۱۶، این شرکت بخشی از گروه اس‌ئی‌بی فرانسوی است. با این حال، گروهی بودن در درون گروه، به‌طور فزاینده‌ای هم گروه داخلی و هم خارجی را آزار می‌دهد. به مفهوم ساده‌تر، وی‌ام‌اف به راحتی در ساختار گروه قرار می‌گیرد و در عین حال ریشه‌های خود را به عنوان یک تولیدکنندهٔ برتر در گروه حفظ می‌کند. این تغییر در لوگوی جدید شرکت قابل مشاهده است: این لوگو بر روی لوگوی برند وی‌ام‌اف تمرکز دارد و به صورت بصری یک پیوند مستقیم به گروه اس‌ئی‌بی ایجاد می‌کند. وی‌ام‌اف همچنین از نام جدید به عنوان فرصتی برای تغییر آدرس در دفتر مرکزی خود در گایزلینگن استفاده می‌کند؛ بنابراین، آدرس قبلی شناخته شده «ابرهارداشتراسه ۳۵» به «مقام اول وی‌ام‌اف» تبدیل شد.
در سال ۱۸۸۰ میلادی پس از ادغام کارخانهٔ محصولات فلزی اشتراوب و شوایتزر با یک شرکت آلمانی دیگر، به کارخانهٔ محصولات فلزی وورتمبرگ تغییر نام داد. وی‌ام‌اف کارخانه فلزات لهستانی پلوکیویچ در ورشو را در سال ۱۸۸۶ میلادی خریداری کرد، که سپس در حدود سال ۱۹۰۰ میلادی به یکی از زیرمجموعه‌های وی‌ام‌اف تبدیل شد. در این دوره، وی‌ام‌اف بیش از ۳۵۰۰ نفر را استخدام کرد. در سال ۱۸۹۰ میلادی آن‌ها مؤسسهٔ هنر آبکاری در مونیخ را خریداری کردند که در آبکاری الکتریکی و شکل‌دهی الکتریکی مجسمه‌ها و تندیس‌های کوچک برای ساختمان‌ها، فواره‌ها، سنگ قبرها و باغ‌ها؛ تخصص داشت. این به بخش گالوانوپلاستیک (بخش آبکاری) وی‌ام‌اف تبدیل شد. در طول دههٔ ۱۹۲۰ میلادی، بخش گالوانوپلاستیک بازتولیدکنندهٔ آثار برنز رنسانس ایتالیایی در مقیاس بزرگ برای مشتریان آمریکایی بود. شرکت مرمر و گرانیت آلبرت وایبلن، شرکت الحاقی نیواورلئان، به دنبال دستیابی به یک بازتولید مس طلایی مانند «دروازه‌های بهشت» گیبرتی بود. در سال ۱۹۱۰ میلادی، مؤسسه سلطنتی هنرهای زیبا به وی‌ام‌اف حق انحصاری را اعطاء کرد که یک قالب دقیق از درهای اصلی را بگیرد، که از آن وی‌ام‌اف نسخه‌ای را ایجاد کرد که در نمایشگاه بین‌المللی تجارت ساختمان در لایپزیگ (۱۹۱۳ میلادی) به نمایش گذاشته شد. وی‌ام‌اف یک کاتالوگ سه زبانه دربارهٔ درها با عنوان درب طاق درگاه اصلی در تعمیدگاه در فلورنس تولید کرد.
در سال ۱۹۰۰ میلادی، وی‌ام‌اف شرکت معروف آلبرت کوهلر اتریشی، فلزکاری آکا آوند سه‌اِ‌ای (AK & CIE) را خریداری کرد، که تا حدود سال ۱۹۱۴ اقلام وی‌ام‌اف را تحت عنوان خود در بازار اتریش-مجارستان تولید و توزیع می‌کرد. وی‌ام‌اف در سال ۱۹۰۵ میلادی اوریوت آگ را خریداری کرد، شرکتی که به خاطر ظروف مفرغی یوگنداشتیل خود شناخته شده بود، یک سال بعد کارخانهٔ هنر و صنایع دستی فلزی اوریون، یکی دیگر از شرکت‌های فلزی آلمانی را خرید. وی‌ام‌اف به استفاده از کالاهای شرکت‌های خریداری شده در بازارهای خود ادامه داد و بالعکس، آن‌ها اشیاء خود را با برندهای شرکت خریداری شدهٔ خود تولید و توزیع کردند. یکی دیگر از برندهایی که آن‌ها به دست آوردند رادیوون بخارست بود، شرکتی که توسط تئودور رادیوون، دارندهٔ مدال، تأسیس شد و ظروف فلزی آر نُوو یکسانی را تحت نام وی‌ام‌اف با همان شمارهٔ مدل تولید می‌کرد.
در طول جنگ جهانی اول، وی‌ام‌اف مسئول تولید تسلیحات برای ارتش آلمان بود و به کمیسیون کنترل متفقین گواهی داده بود که ابزار مورد استفاده برای تولید این سلاح‌ها نابود شده‌است. با این حال، پس از فراخوان هیتلر برای تسلیح مجدد، شرکت تحت کنترل هوگو دباخ بلافاصله شروع به تولید مجدد سلاح کرد. دباخ اندکی پس از آن درگذشت. از آغاز سال ۱۹۴۰ میلادی، وی‌ام‌اف شروع به استفاده بیشتر و بیشتر از کار اجباری اسیران جنگی شوروی در اردوگاه‌های اطراف کرد، این افراد در نهایت ۱/۳ نیروی کار شرکت را تشکیل دادند. وی‌ام‌اف همچنین اردوگاه کار اجباری خود را در سال ۱۹۴۴ میلادی تأسیس کرد تا بیش از ۹۰۰ زن یهودی مجارستانی را بازداشت و مجبور به کار برای آن‌ها کند.
در سال ۱۹۵۵ میلادی، وی‌ام‌اف تولید ماشین‌آلات قهوهٔ تجاری را آغاز کرد. این محصولات برای رستوران‌ها، سالن‌های غذاخوری نظامی، کشتی‌های کروز و دیگر کاربردهای تجاری طراحی شدند.
کوهلبرگ کراویس رابرتس شرکت را در سال ۲۰۱۲ میلادی خریداری کرد و آن را به گروه اس‌ئی‌بی در سال ۲۰۱۶ میلادی فروخت.
این گروه دارای شش برند (وی‌ام‌اف، سیلیت کایزر، شیرر، هپ و کرتیس است) و در بیش از ۴۰ مکان در سراسر جهان نمایندگی دارد و تقریباً ۲۰۰ شعبه متعلق به شرکت در آلمان، اتریش و سوئیس دارد. گروه وی‌ام‌اف کالاهای خانگی و هتلی، از جمله ظروف آشپزی، لوازم آشپزخانه، کارد و چنگال، لیوان‌های نوشیدنی و دستگاه‌های قهوهٔ حرفه‌ای تولید می‌کند.

## برندها و شرکت‌ها

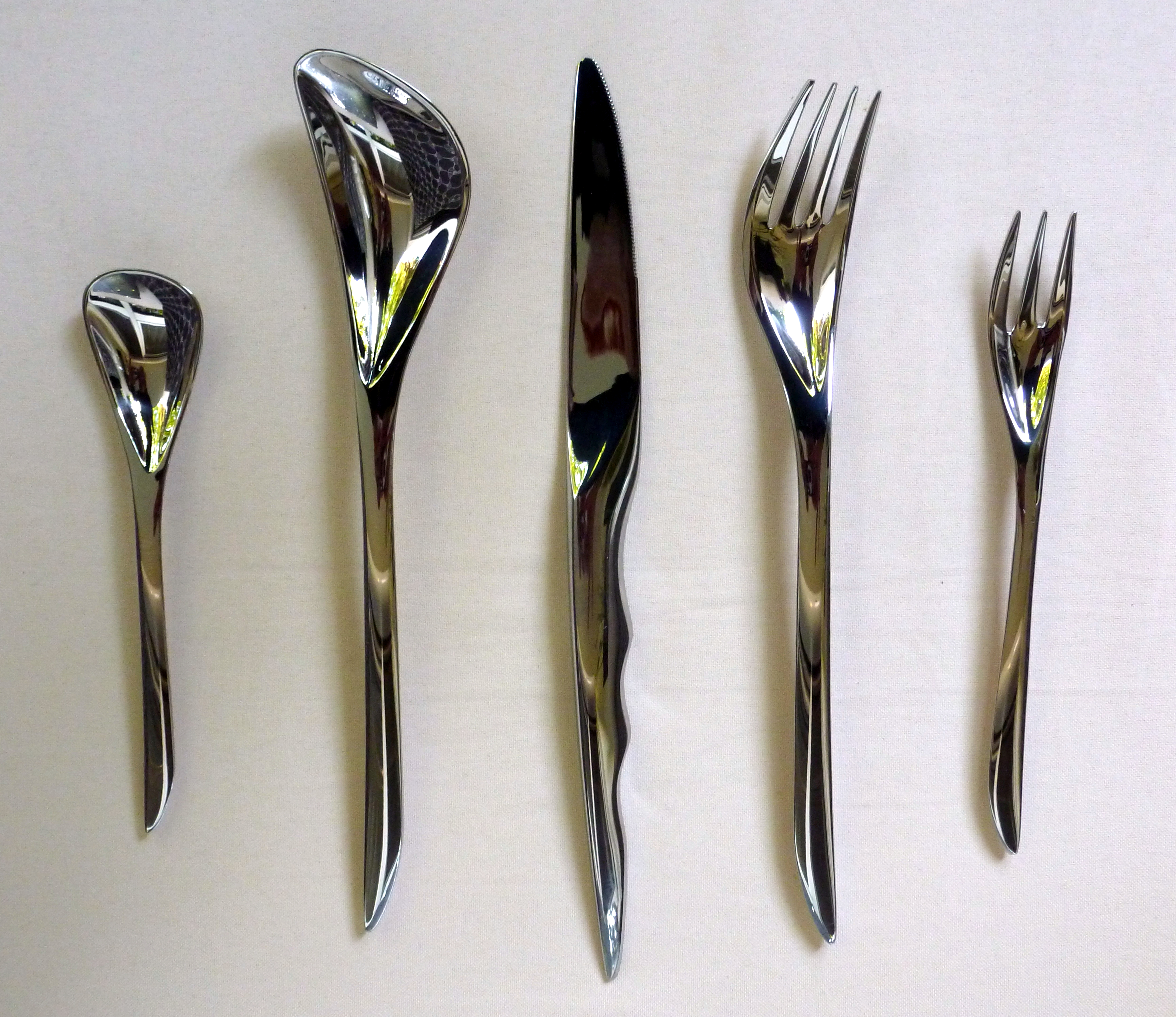
کارد و چنگال طراحی شده توسط: زها حدید برای وی‌ام‌اف، ۲۰۰۷ میلادی

وی‌ام‌اف به سه بخش تقسیم می‌شود: تجارت جهانی ماشین‌آلات قهوه، تجارت جهانی هتل و تجارت جهانی مصرف‌کننده با میز و آشپزخانه، شعبه‌ها و لوازم خانگی کوچک. در این بخش‌ها مارک‌های وی‌ام‌اف به میزان متفاوتی ارائه می‌شوند.
برخی از محصولات ضدزنگ وی‌ام‌اف تولید شده در آلمان پس از جنگ جهانی دوم «فریزر وی‌ام‌اف» نامیده می‌شوند زیرا در ایالات متحدهٔ آمریکا توسط فریزر (شرکت محدود) در نیویورک توزیع شده‌اند، یک فروشگاه خرده‌فروشی که توسط گوردون فریمن فریزر در برکلی، کالیفرنیا، در سال ۱۹۴۷ میلادی تأسیس شد. فریزر رشد کرد و به یک بخش از وی‌ام‌اف آمریکا (شرکت الحاقی)، یکی از شرکت‌های تابعه وی‌ام‌اف آگ تبدیل شد. با مرگ گوردون فریزر در سال ۲۰۰۵ میلادی، فریزر دیگر وجود نداشت و محصولات وی‌ام‌اف اکنون توسط گروه وی‌ام‌اف آمریکاز در کارولینای شمالی در ایالات متحدهٔ آمریکا توزیع می‌شود.
از سال ۱۹۹۸ میلادی، تولیدکنندهٔ ظروف پخت و پز آلمانی سیلیت نیز به وی‌ام‌اف تعلق دارد. سیلیت هنوز به عنوان یک برند مستقل به بازار عرضه می‌شود. در سال ۲۰۰۲ میلادی، با خرید قالب‌های‌پخت کایزر، طیف وسیعی از محصولات تکمیل شد.